# Pannychia
Pannychia is een geslacht van zeekomkommers uit de familie Laetmogonidae.

## Soorten
- Pannychia moseleyi Théel, 1882
- Pannychia taylorae O'Loughlin, 2013